# Phyllanthus mocinianus
Phyllanthus mocinianus är en emblikaväxtart som beskrevs av Henri Ernest Baillon. Phyllanthus mocinianus ingår i släktet Phyllanthus och familjen emblikaväxter. Inga underarter finns listade i Catalogue of Life.